# Saessolsheim
Saessolsheim is een gemeente in het Franse departement Bas-Rhin (regio Grand Est) en telt 478 inwoners (1999).
De plaats maakt deel uit van het kanton Saverne in het gelijknamige arrondissement. Tot 1 januari 2015 was het deel van het kanton Hochfelden in het arrondissement Strasbourg-Campagne, die op die dag allebei werden opgeheven.

## Geografie
De oppervlakte van Saessolsheim bedraagt 6,5 km², de bevolkingsdichtheid is 73,5 inwoners per km².
De onderstaande kaart toont de ligging van Saessolsheim met de belangrijkste infrastructuur en aangrenzende gemeenten.

## Demografie
Onderstaande figuur toont het verloop van het inwonertal (bron: INSEE-tellingen).